# COMINT
COMINT (acronimo dell'inglese COMmunications INTelligence) è una sottocategoria del SIGINT che tratta le intercettazioni di comunicazioni vocali o testuali estranee. I Joint Chiefs of Staff degli Stati Uniti d'America definiscono il COMINT come "Le informazioni tecniche e di intelligence ottenute da comunicazioni straniere [ricevute] da altri che non siano i destinatari principali."
Il COMINT, che in sostanza è comunicazione fra persone, permette di rivelare le seguenti informazioni:
- Chi sta trasmettendo o dove si trova, se la fonte della trasmissione si sta spostando si avrà una serie di localizzazioni invece di una sola.
- Se conosciuta, la funzione di colui che trasmette all'interno dell'organizzazione di appartenenza.
- Il tempo e la durata della comunicazione ed il programma se si tratta di una serie pianificata di comunicazioni.
- Se la trasmissione è criptata o meno e se si può forzare la decriptazione. Inoltre se si intercetta un messaggio in chiaro, o se si decripta un messaggio cifrato, si può ottenere la lingua con la quale il messaggio viene trasmesso.
- L'indirizzo, se il messaggio non è una trasmissione generale ed è possibile ottenere l'indirizzo dal messaggio. Questo caso potrebbe essere anche un caso di ELINT ad esempio nel caso di un segnalatore di posizione. Tali informazioni applicate ai sistemi di fusione dati non hanno dato finora alcun risultato valido e dimostrabile.

## Intercettazione di messaggi vocali
Una tecnica basilare di COMINT è quella di ascoltare comunicazioni vocali, spesso tramite la radio ma talvolta anche tramite ascolto di telefonate effettuate su telefoni controllati. Se la comunicazione è cifrata questa deve essere prima decifrata, anche se la semplice analisi del traffico può fornire informazioni sulla stazione emittente.
Naturalmente l'addetto all'intercettazione deve conoscere la lingua nella quale il messaggio viene trasmesso. Nella Seconda guerra mondiale gli Stati Uniti utilizzarono dei volontari che parlavano le lingue autoctone dei pellerossa come il Navajo, Comanche ed il Choctaw che erano comprensibili solo a poche persone. Anche usando queste lingue poco diffuse i comunicatori utilizzavano comunque parole in codice, ad esempio "farfalla" per indicare un particolare aereo giapponese. Anche il Regno Unito utilizzò questa tecnica, seppure in misura minore, utilizzando la lingua gallese.
Anche se i moderni metodi di criptazione rendono questi metodi non più necessari è possibile che gruppi di guerriglia, che non hanno accesso alle strumentazioni di criptazione, ricorrano a particolari dialetti che solo un determinato gruppo etnico può conoscere.

## Intercettazione di messaggi non vocali
Non tutte le trasmissioni sono effettuate mediante la voce. L'intercettazione delle trasmissioni effettuate in codice Morse erano importanti un tempo ma ora hanno perso importanza con lo sviluppo di altri sistemi di trasmissione. Il codice Morse viene utilizzato tuttora nelle forze armate delle nazioni dell'ex Unione Sovietica.

## Monitoraggio di comunicazioni amiche
Oltre alla raccolta di informazioni di intelligence il COMINT si occupa anche di monitorare le trasmissioni amiche per evitare che vengano trasmesse informazioni riservate in maniera non sicura. Ad esempio potrebbe essere una trasmissione effettuata da dispositivi non criptati o effettuata verso individui che non dispongono della autorizzazione di sicurezza necessaria. Se ciò non causa un rischio più grande il controllore richiama immediatamente il trasmettitore dichiarando uno o più dei codici BEADWINDOW  che riassumono brevemente la violazione. 
Ad esempio nella Seconda Guerra Mondiale la Marina imperiale giapponese rese possibile l'intercettazione e uccisione dell'ammiraglio Isoroku Yamamoto violando i punti 5 e 7 del protocollo BEADWINDOW trasmettendo informazioni riguardo all'identità di un alto ufficiale su una rete a bassa sicurezza.